# Estación de Cerdeira
La Estación Ferroviaria de Cerdeira, también conocida como Estación de Cerdeira, es una plataforma de la línea de Beira Alta, que sirve a la parroquia de Cerdeira, en el distrito de Guarda, en Portugal.

## Características

### Localización y accesos
La estación tiene acceso por la Calle del Frade Miguel, junto a la localidad de Cerdeira.

### Descripción física
En enero de 2011, poseía dos vías de circulación, con 463 y 427 metros de longitud; las dos plataformas tenían, respectivamente, 137 y 109 metros de extensión, y 50 y 45 centímetros de altura.

## Historia
La estación se encuentra en el tramo entre Pampilhosa y Vilar Formoso de la línea de Beira Alta, que entró en servicio, de forma provisional, el 1 de julio de 1882, siendo la línea totalmente inaugurada, entre Figueira da Foz y la frontera con España, el 3 de agosto del mismo año, por la Compañía de los Caminhos de Ferro Portugueses de Beira Alta.